# Slavko Milosavlevski
Slavko Milosavlevski (in kyrillischer Schrift: Славко Милосавлевски; * 28. Januar 1928 in Vratnica bei Tetovo, Jugoslawien; † 14. Oktober 2012 ebenda) war ein jugoslawischer bzw. mazedonischer Politikwissenschaftler, Politiker und Diplomat.

## Leben
Slavko Milosavlevski war Professor für Politikwissenschaft an der Universität Skopje. Er galt als einer der führenden liberalen Theoretiker des Bundes der Kommunisten Jugoslawiens, bis er 1972 wegen seiner liberalen Einstellungen aus der Partei ausgeschlossen wurde.
1990 war er maßgeblich an der Gründung der Socijaldemokratska Partija na Makedonija (Sozialdemokratische Partei Mazedoniens) beteiligt, die die erste unabhängige Partei in Mazedonien war und eine antinationalistische Ausrichtung hatte, aber keine nennenswerten Wahlerfolge erzielte. Er war auch anfangs Vorsitzender dieser Partei, sein Nachfolger wurde Tihomir Jovanovski.
In den Jahren 1996 bis 2003 war Milosavlevski mazedonischer Botschafter in Serbien und Montenegro.
Slavko Milosavlevski verstarb am 14. Oktober 2012 in seinem Heimatdorf, er wurde am darauf folgenden Tag beigesetzt.

## Werke
- Uvod vo sociologijata. 1967.
- Revolucija i demokratija. Ogled od politička sociologija. (Revolution und Demokratie. Aus der Sicht der politischen Soziologie), 1968.
- Beleški za sovremenoto opštestvo. 1969.
- Teorijski osnovi politíčke organizacije i prakse socijalizma. (Theoretische Versuche der politischen Organisation und Praxis des Sozialismus), 1970.
- Revolucija i anti revolucija. (Revolution und Anti-Revolution), 1972.
- Kontradikcije Josipa Broza. (Die Widersprüche des Josip Broz), 1990, ISBN 86-7501-036-2.
- Strav od promeni. Krizata na političkiot sistem na Jugoslavija vo sedumdesettite godini. 1991.
- Jugoslovenskite socijalisti-komunisti i makedonskoto prašanje, 1918–1945. (Die jugoslawischen Sozialisten-Kommunisten und die mazedonische Frage 1918–1945), 1992.
- Sociologija na makedonskata nacionalna svest. 2 Bde. 1992 u. 1997 (ISBN 86-317-0069-X und ISBN 9989-9700-4-1)
- Dvete lica na sobitijata. Autobiographie, 1996, ISBN 9989-42-021-1.
- (mit Mirče Tomovski): Albanians in the Republic of Macedonia, 1945–1995. Legislative, Political Documentation, Statistics. 1997, ISBN 9989-45-088-9 – mazedonische Ausgabe: Albancite vo Republika Makedonija. 1997, ISBN 9989-45-098-6.

## Belege
1. 1 2  dnevnik.mk: Заминувањето на Милосавлевски (Memento des Originals vom 2. Dezember 2013 im Internet Archive)  Info: Der Archivlink wurde automatisch eingesetzt und noch nicht geprüft. Bitte prüfe Original- und Archivlink gemäß Anleitung und entferne dann diesen Hinweis., mazedonisch, abgerufen am 18. Dezember 2013.

| Personendaten    | Personendaten                                                                    |
| ---------------- | -------------------------------------------------------------------------------- |
| NAME             | Milosavlevski, Slavko                                                            |
| KURZBESCHREIBUNG | jugoslawischer bzw. mazedonischer Politikwissenschaftler, Politiker und Diplomat |
| GEBURTSDATUM     | 28. Januar 1928                                                                  |
| GEBURTSORT       | Vratnica bei Tetovo                                                              |
| STERBEDATUM      | 14. Oktober 2012                                                                 |
| STERBEORT        | Vratnica bei Tetovo                                                              |